# Deutschland (nave da crociera)
La Deutschland è una nave da crociera precedentemente appartenuta alla compagnia di navigazione tedesca Reederei Peter Deilmann (e dal 2016 alla Semester at Sea), divenuta famosa per essere stata una delle varie navi sulla quale sono state effettuate le riprese della serie televisiva La nave dei sogni (Das Traumschiff).